# Phil Brown (aktor)
Philip Mortimer „Phil” Brown (ur. 30 kwietnia 1916 w Cambridge, zm. 9 lutego 2006 w Los Angeles) – amerykański aktor.
Jako aktor zadebiutował w 1941 roku. Wystąpił m.in. w czwartej części Gwiezdnych wojen, Nowej Nadziei (jako Owen Lars, wuj Luke’a Skywalkera). W 1951 roku wyreżyserował film Czarne błyskawice. W 1999 roku zerwał z zawodem aktora.
W 2006 roku zmarł na zapalenie płuc.
Miał 187 cm wzrostu.

## Wybrana filmografia
- 1941: H.M. Pulham, Esq.
- 1941: I Wanted Wings
- 1942: Pierre of the Plains
- 1942: Hello, Annapolis
- 1942: Calling Dr. Gillespie
- 1944: The Impatient Years
- 1944: Weird Woman
- 1945: Powyżej 21
- 1945: The Jungle Captive
- 1945: State Fair
- 1946: Zabójcy
- 1946: Bez zastrzeżeń
- 1947: Johnny O'Clock
- 1948: The Luck of the Irish
- 1948: If You Knew Susie
- 1948: Moonrise
- 1949: Obsession
- 1954: The Green Scarf
- 1957: Król w Nowym Jorku
- 1958: Print of Death
- 1958: The Camp on Blood Island
- 1959: John Paul Jones
- 1959: The Offshore Island
- 1966: The Boy Cried Murder
- 1967: Bomba u 10 i 10
- 1969: The Adding Machine
- 1969: Land Raiders
- 1970: Tropic of Cancer
- 1973: Scalawag
- 1976: Różowa Pantera kontratakuje
- 1977: Gwiezdne wojny: część IV – Nowa nadzieja
- 1978: Superman
- 1978: Rebecca of Sunnybrook Farm
- 1989: Bomber Harris
- 1992: Chaplin
- 1999: Battlestar Galactica: The Second Coming